# شرشير صيفي

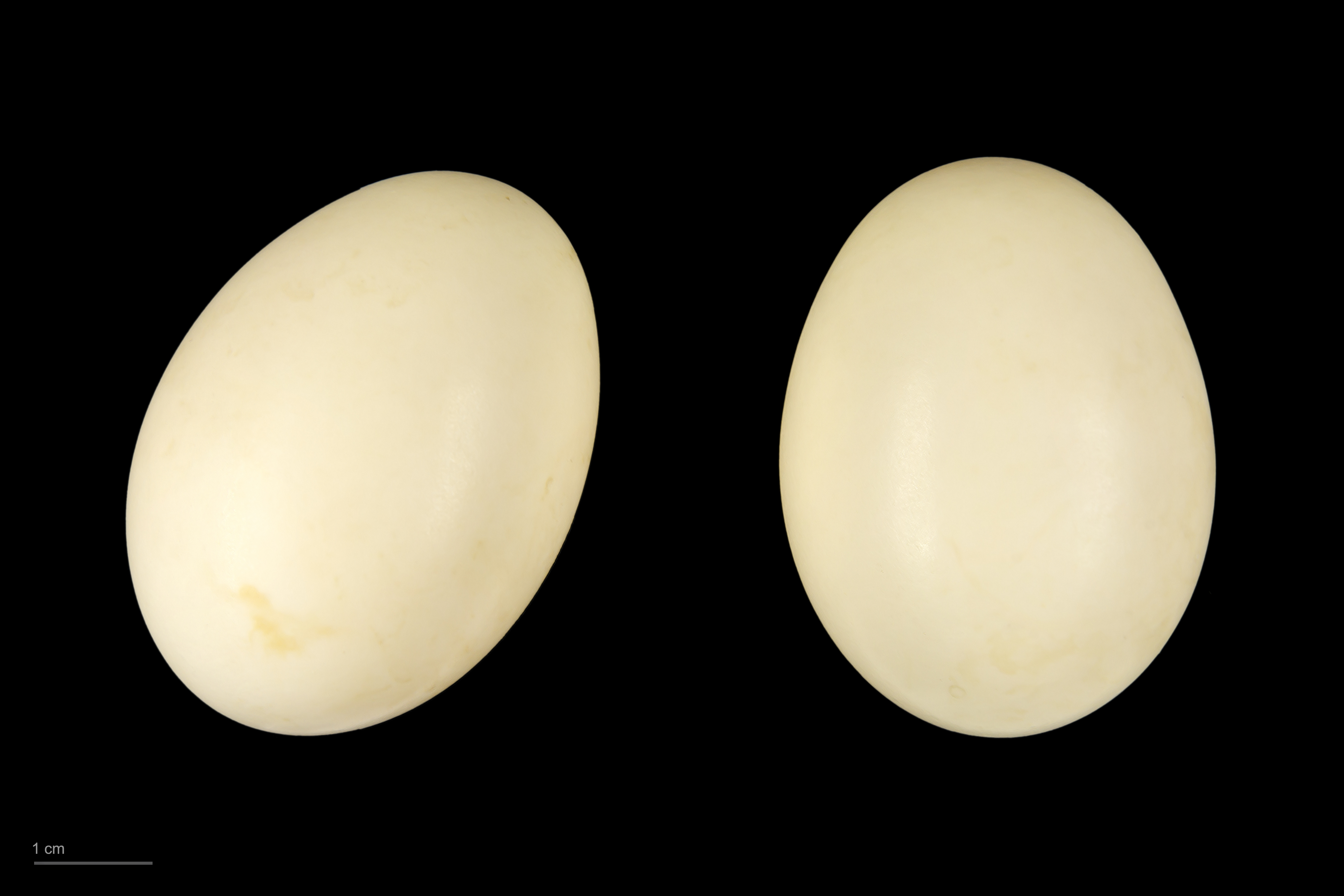
بيض الشرشير الصيفي

شَرْشِير صيفي أو حَذَف صيفي أو كَرْكَج (الاسم العلمي:   Anas  querquedula) (بالإنجليزية: Garganey)‏ هو طائر ينتمي إلى إوزيات (فصيلة: Anatidae). نوعٌ من الحذف كبير الجثة طوله نحو 38 سم. ثوبه متراكب الألوان الزاهية. رأسه إلى الصهبة السمراء. محاسره بيض. بياضها ينتهي عند القفن. ظهره وجوانبه إلى الصهبة الجؤوية المرقشة بالأبيض. عنقه وصدره وبطنه موشحة بالسواد. حباك قوادمه بيض، منقاره أسود. أرجله رمادية. إناثه أقل تذويقاً من ذكوره. يدثّن عشه على ضفاف الأنهر والبحيرات بين الأعشاب الكثيفة القريبة من الماء.